# Wodospad Thomsona
Wodospad Thompsona – 74-metrowy wodospad na rzece Ewaso Ng’iro w centralnej Kenii niedaleko miasta Nyahururu. Wodospad znajduje się na wysokości 2360 m  w górach Aberdare. Nazwa wodospadu wywodzi się od nazwiska odkrywcy, który był Joseph Thomson.